# Hypsocephalus
Hypsocephalus es un género de arañas araneomorfas de la familia Linyphiidae. Se encuentra en Europa.

## Lista de especies
Según The World Spider Catalog 12.0:
- Hypsocephalus huberti (Millidge, 1975)
- Hypsocephalus nesiotes (Simon, 1914)
- Hypsocephalus paulae (Simon, 1918)
- Hypsocephalus pusillus (Menge, 1869)